# Musica dōjin
La musica dōjin (dal giapponese 同人?, dōjin) è un tipo di musica auto-pubblicata e realizzata da non professionisti.
I brani dōjin vengono spesso diffusi in piattaforme online come YouTube e Niconico, oppure in negozi specializzati ed eventi come, ad esempio, il Comiket o l'M3.
Benché la musica dōjin sia solitamente di nicchia e realizzata da artisti amatoriali, esistono alcuni esponenti di tale ambito di una certa notorietà fra gli appassionati, come gli Iosys, Chata, i Sound Horizon, Haruka Shimotsuki, e Rekka Katakiri.